# Everything I Know About Love
Everything I Know About Love est une série télévisée britannique en sept épisodes de 44 minutes, réalisée par China Moo-Young et Julia Ford et diffusée depuis le 7 juin 2022 sur la BBC. Il s'agit de l'adaptation du roman du même titre de l'auteure Dolly Alderton.

## Distribution

### Acteurs principaux
- Emma Appleton : Maggie
  - Isabel Mackinson : Maggie jeune
  - Daisy Jacob : Maggie ado
- Bel Powley : Birdy
  - Emma Franklin : Birdy jeune
  - Izabella Cresci : Birdy ado
- Marli Siu : Nell
- Aliyah Odoffin : Amara

### Acteurs secondaires
- Jill Halfpenny : Roisin, la boss de Maggie
- Ryan Bown : Nathan, le petit ami de Birdy
- Jill Halfpenny : Ian « Street » Baxter
- Jordan Peters : Neil, le petit ami de Nell
- Shane Zaza : le collègue de Nell
- Alexander Lincoln : Rege, le serveur
- Jack Waldouck : Kyle
- Craig Parkinson : le propriétaire de la colocation
- Savannah Acquah : la collègue de Maggie
- Sophie Thompson : la mère de Maggie
- Tim Berrington : le père de Maggie
- Sia Kiwa : Gabbi
- Elizabeth Twells : Fran
- Alex Jordan : Danny
- Mikey Collins : Matt
- Tim Cullingworth-Hudson : Jake
- Michael James Parkinson : Pete
- Martin Portlock : Aaron
- Curt Faulkner : Jason
- Tony Hirst : Mike

## Production

### Développement
En mai 2021 lors de la BBC Drama Preview, la société de production Working Title Films annonce l'adaptation télévisuelle du roman Everything I Know About Love de Dolly Alderton, avec China Moo-Young à la réalisation.

### Tournage
Le tournage s'est déroulé à Londres et Manchester.

## Épisodes
1. Destiny
2. Love At First Sight
3. I Love You
4. Other Half
5. Unknown Jungles
6. Makeovers
7. Romance